# Pallacanestro Cantù 2009-2010
Questa voce raccoglie le informazioni riguardanti la Pallacanestro Cantù nelle competizioni ufficiali della stagione 2009-2010.

## Stagione
La stagione 2009-2010 della Pallacanestro Cantù, sponsorizzata NGC Medical, è la 53ª nel massimo campionato italiano di pallacanestro, la Serie A.
Per la composizione del roster si potevano iscrivere a referto 6 giocatori stranieri (di cui massimo 3 non comunitari FIBA).

## Roster
| NGC Medical Cantù 2009-2010 | NGC Medical Cantù 2009-2010 |
| Giocatori                   | Staff tecnico               |
| --------------------------- | --------------------------- |

| N. | Naz.                                       | Ruolo | Nome                  | Anno | Alt.   | Peso   |  |
| -- | ------------------------------------------ | ----- | --------------------- | ---- | ------ | ------ |  |
| 4  | Italia (bandiera)                          | P     | Giacomo Bloise        | 1990 | 183 cm | 70 kg  |  |
| 5  | Stati Uniti (bandiera)                     | P     | Jerry Green           | 1980 | 191 cm | 93 kg  |  |
| 7  | Stati Uniti (bandiera)                     | AP    | Othyus Jeffers        | 1985 | 196 cm | 91 kg  |  |
| 8  | Austria (bandiera)                         | C     | Benjamin Ortner       | 1983 | 206 cm | 105 kg |  |
| 9  | Georgia (bandiera)                         | GA    | Manuchar Markoishvili | 1986 | 195 cm | 93 kg  |  |
| 10 | Stati Uniti (bandiera)                     | AG    | Maarty Leunen         | 1985 | 206 cm | 100 kg |  |
| 11 | Stati Uniti (bandiera) · Italia (bandiera) | P     | Anthony Giovacchini   | 1979 | 188 cm | 83 kg  |  |
| 12 | Uruguay (bandiera) · Italia (bandiera)     | G     | Nicolás Mazzarino (C) | 1975 | 181 cm | 88 kg  |  |
| 13 | Italia (bandiera)                          | AP    | Michele Mian          | 1973 | 195 cm | 90 kg  |  |
| 15 | Lituania (bandiera)                        | AG    | Arminas Urbutis       | 1986 | 206 cm | 102 kg |  |
| 16 | Lituania (bandiera)                        | C     | Tautvydas Lydeka      | 1983 | 208 cm | 115 kg |  |
| 17 | Italia (bandiera)                          | AG    | Giacomo Maspero       | 1992 | 202 cm | 94 kg  |  |
| 18 | Italia (bandiera)                          | P     | Paolo Meroni          | 1990 | 193 cm | 72 kg  |  |
| 20 | Italia (bandiera)                          | PG    | Matteo Motta          | 1992 | 190 cm | 72 kg  |  |
| 23 | Serbia (bandiera)                          | A     | Vladimir Micov        | 1985 | 203 cm | 98 kg  |  |
| -  | Italia (bandiera)                          |       | Nicola Brienza        | 1980 |        |        |  |
| -  | Italia (bandiera)                          | G     | Alessandro Corno      | 1992 | 190 cm | 86 kg  |  |
| -  | Italia (bandiera)                          | C     | Marco Meroni          | 1993 | 198 cm | 93 kg  |  |

| Allenatore                                                                                     |
| - Andrea Trinchieri                                                                            |
| Assistente/i                                                                                   |
| - Nicola Brienza - Flavio Fioretti Legenda - (C) Capitano - (IN) Inattivo - Infortunato Roster |

## Mercato

### Sessione estiva
| Acquisti | Acquisti               | Acquisti                             | Acquisti   |
| R.       | Nome                   | da                                   | Modalità   |
| -------- | ---------------------- | ------------------------------------ | ---------- |
| ALL      | Andrea Trinchieri      | Veroli Basket                        | definitivo |
| P        | Jerry Green            | Nuova A.M.G. Sebastiani Basket Rieti | definitivo |
| AP       | Othyus Jeffers         | Iowa Energy                          | definitivo |
| C        | Benjamin Ortner        | Amici Pall. Udinese                  | definitivo |
| GA       | Manuchar Mark'oishvili | B.K. Kiev                            | definitivo |
| AG       | Maarty Leunen          | Darüşşafaka                          | definitivo |
| AP       | Michele Mian           | Veroli Basket                        | definitivo |
| AG       | Arminas Urbutis        | Hofstra Pride                        | definitivo |

| Cessioni | Cessioni          | Cessioni            | Cessioni       | Cessioni |
| R.       | Nome              | a                   | Modalità       |          |
| -------- | ----------------- | ------------------- | -------------- | -------- |
| ALL      | Luca Dalmonte     | V.L. Pesaro         | fine contratto |          |
| P        | Sundiata Gaines   | Idaho Stampede      | fine contratto |          |
| AG       | Joel Zacchetti    | Amici Pall. Udinese | fine contratto |          |
| G        | Jason Rich        | Maccabi Haifa       | fine contratto |          |
| P        | Simone Berti      | Pistoia Basket      | prestito       |          |
| A        | Hervé Touré       | Virtus Roma         | fine contratto |          |
| AG       | Niccolò Squarcina | Pall. Vigevano      | fine contratto |          |
| C        | Kevinn Pinkney    | H. Gerusalemme      | fine contratto |          |
| AP       | B.J. Elder        | Paniōnios           | fine contratto |          |
| G        | Patricio Prato    | A. Costa Imola      | fine contratto |          |

### Dopo l'inizio della stagione
| Acquisti | Acquisti       | Acquisti   | Acquisti        | Acquisti   |
| R.       | Nome           | da         | Data            | Modalità   |
| -------- | -------------- | ---------- | --------------- | ---------- |
| A        | Vladimir Micov | Free agent | 13 gennaio 2010 | definitivo |

| Cessioni | Cessioni       | Cessioni    | Cessioni         | Cessioni    |
| R.       | Nome           | a           | Data             | Modalità    |
| -------- | -------------- | ----------- | ---------------- | ----------- |
| AP       | Othyus Jeffers | Iowa Energy | 29 dicembre 2009 | rescissione |

## Risultati

### Lega Basket Serie A
| Data             | Impianto             | Avversario      | Punteggio |
| 11 ottobre 2009  | Palasport Pianella   | Vs Treviso      | 68-72     |
| 18 ottobre 2009  | Palasport Mario Radi | @ Cremona       | 103-104   |
| 25 ottobre 2009  | Palasport Pianella   | Vs Montegranaro | 79-75     |
| 1º novembre 2009 | Adriatic Arena       | @ Pesaro        | 60-75     |
| 8 novembre 2009  | Palasport Pianella   | Vs Teramo       | 74-69     |
| 15 novembre 2009 | Mediolanum Forum     | @ Milano        | 73-53     |
| 22 novembre 2009 | Palasport Pianella   | Vs Biella       | 86-93     |
| 28 novembre 2009 | PalaLottomatica      | @ Roma          | 70-81     |
| 6 dicembre 2009  | PalaMaggiò           | @ Caserta       | 82-67     |
| 13 dicembre 2009 | Palasport Pianella   | Vs Bologna      | 72-63     |
| 20 dicembre 2009 | PalaSegest           | @ Ferrara       | 72-84     |
| 3 gennaio 2010   | Palasport Pianella   | Vs Avellino     | 85-61     |
| 10 gennaio 2010  | PalaWhirlpool        | @ Varese        | 81-66     |
| 17 gennaio 2010  | Palasport Pianella   | Vs Siena        | 56-87     |
| 30 gennaio 2010  | PalaVerde            | @ Treviso       | 96-92     |
| 7 febbraio 2010  | Palasport Pianella   | Vs Cremona      | 89-68     |
| 14 febbraio 2010 | PalaSavelli          | @ Montegranaro  | 77-71     |
| 28 febbraio 2010 | Palasport Pianella   | Vs Pesaro       | 81-93     |
| 7 marzo 2010     | PalaScapriano        | @ Teramo        | 72-73     |
| 14 marzo 2010    | Palasport Pianella   | Vs Milano       | 64-59     |
| 21 marzo 2010    | Biella Forum         | @ Biella        | 75-86     |
| 28 marzo 2010    | Palasport Pianella   | Vs Roma         | 79-61     |
| 3 aprile 2010    | Palasport Pianella   | Vs Caserta      | 81-72     |
| 11 aprile 2010   | Futurshow Station    | @ Bologna       | 89-68     |
| 18 aprile 2010   | Palasport Pianella   | Vs Ferrara      | 64-76     |
| 24 aprile 2010   | PalaDelMauro         | @ Avellino      | 76-85     |
| 1º maggio 2010   | Palasport Pianella   | Vs Varese       | 83-70     |
| 8 maggio 2010    | Palasport Mens Sana  | @ Siena         | 82-59     |
| 20 maggio 2010   | Palasport Pianella   | Vs Bologna      | 75-64     |
| 22 maggio 2010   | Palasport Pianella   | Vs Bologna      | 74-68     |
| 24 maggio 2010   | Futurshow Station    | @ Bologna       | 89-78     |
| 26 maggio 2010   | Futurshow Station    | @ Bologna       | 95-79     |
| 28 maggio 2010   | Palasport Pianella   | Vs Bologna      | 72-65     |
| 1º giugno 2010   | Palasport Mens Sana  | @ Siena         | 100-73    |
| 3 giugno 2010    | Palasport Mens Sana  | @ Siena         | 104-74    |
| 5 giugno 2010    | Palasport Pianella   | Vs Siena        | 65-77     |